# Bismarckturm (Idar-Oberstein)

Der Bismarckturm von Idar-Oberstein kurz nach seiner Fertigstellung im Jahr 1907

Der Bismarckturm von Idar-Oberstein an der Nahe im Landkreis Birkenfeld in Rheinland-Pfalz ist ein Aussichtsturm mit Befeuerungsmöglichkeit. Er wurde 1907 zu Ehren des ersten deutschen Reichskanzlers Fürst Otto von Bismarck (1815–1898) erbaut. Das vom Architekten Wilhelm Kreis (1873–1955) entworfene Bauwerk liegt nordöstlich des Stadtteils Idar auf dem Berg Wartehübel und ist 15 Meter hoch.

## Geschichte

### Planungszeit
Nach dem Tod Bismarcks im Jahr 1898 gab es im Deutschen Kaiserreich eine breite Bewegung, die Denkmäler für den früheren Reichskanzler errichten ließ. Auch in Idar-Oberstein regten die örtliche Casinogesellschaft und eine Gruppe von Bismarck-Anhängern im April 1903 an, in der Stadt einen Bismarckturm zu bauen. Sie gründeten einen geschäftsführenden Ausschuss unter Vorsitz des wohlhabenden Idarer Edelsteinhändlers Theodor Veeck (1854–1934), um konkrete Planungen aufzunehmen. Der Ausschuss beschloss, den Modellentwurf Götterdämmerung des Architekten Wilhelm Kreis auf dem Berg Wartehübel bauen zu lassen.
Kreis, der in Eltville im Rheingau geboren wurde, hatte 1899 mit seinem Entwurf einen Wettbewerb der Deutschen Studentenschaft gewonnen. Nach einer Idee der Studentenschaft sollte in ganz Deutschland ein Netzwerk von sogenannten Feuersäulen errichtet werden, um auf diesen an bestimmten Tagen zu Ehren Bismarcks große Feuerschalen zu entzünden. Die Bismarcksäule vom Modell Götterdämmerung wurde bis 1911 im Deutschen Kaiserreich als sogenannter Typenbau insgesamt 47-mal gebaut.

### Bauzeit
Der Bau des Bismarckturms von Idar-Oberstein wurde durch Spenden von Bürgern finanziert. Am 31. März 1907, dem Vorabend von Bismarcks 92. Geburtstag, fand die Grundsteinlegung für den Turm statt. Die rasch begonnenen Bauarbeiten wurden nicht vom Architekten Wilhelm Kreis selbst überwacht, die Bauleitung übernahm vielmehr der Architekt Hans Peter Weszkalnys (1867–1946) aus Saarbrücken. Ausführendes Bauunternehmen war die Firma Steinheider & Kaiser aus Idar.
Als Baumaterial diente vorwiegend Melaphyr, das aus einem Steinbruch bei Idar stammte, sowie Basalt aus einem Steinbruch bei Niedermendig in der Osteifel. Die Bauarbeiten kamen rasch voran, sodass der Bismarckturm von Idar-Oberstein bereits am 1. September 1907, dem Vorabend des Sedantags, feierlich eingeweiht werden konnte. Am Abend des Einweihungstages wurde auch die Feuerschale auf dem Turm zum ersten Mal entzündet. An der Westseite des Turms wurde ein gut zwei Meter hohes steinernes Relief mit einem Reichsadler und darunter befindlichem steinernem Bismarck-Wappen angebracht.
Die Gesamtkosten für das Bauwerk betrugen 17.000 Goldmark.

### Erste Jahrzehnte
Nach der Einweihung wurde die Feuerschale auf dem Turm zunächst regelmäßig an bestimmten Gedenktagen abends entzündet, etwa an Bismarcks Geburtstag am 1. April. Diese Gedenkfeuer wurden jedoch schon nach wenigen Jahren nicht mehr veranstaltet und vermutlich auch nach Ende des Ersten Weltkriegs und der Besetzung des Rheinlandes nicht wieder aufgenommen. Die folgenden Jahrzehnte und den Zweiten Weltkrieg überstand der Bismarckturm von Idar-Oberstein weitgehend unbeschadet.

### Zeit nach dem Zweiten Weltkrieg
Nach dem Zweiten Weltkrieg wurde der Bismarckturm vernachlässigt und musste später aus Sicherheitsgründen geschlossen werden. 1982 konnte der Turm mit Hilfe des neugegründeten Förderverein Bismarckturm Idar-Oberstein e. V. saniert werden. Bei dieser Gelegenheit wurde im Turminneren auch die ursprüngliche Wendeltreppe aus Eisen durch eine aus Stahl ersetzt. Seither wurde der Turm wieder regelmäßig geöffnet und außerdem bei Dunkelheit von Scheinwerfern angestrahlt.
2001 wurde der Turm erneut aus Sicherheitsgründen geschlossen. Er konnte aber 2003 mit Spenden von Bürgern und der Harald-Fissler-Stiftung des Idar-Obersteiner Unternehmens Fissler erneut saniert und wieder geöffnet werden. Der Bismarckturm steht unter Denkmalschutz und kann an bestimmten Tagen besichtigt werden. Seit 2009 wird jedes Jahr in der Adventszeit auf dem Kopf des Turms eine Konstruktion in Form eines Kometen installiert und nach Einbruch der Dunkelheit beleuchtet, um an die Weihnachtsgeschichte zu erinnern.

## Architektur
Der Bismarckturm von Idar-Oberstein wurde auf einem quadratischen Grundriss errichtet. Auch der Turm selbst ist quadratisch angelegt, allerdings wird die wuchtige Wirkung durch Dreiviertelsäulen an den Ecken des Turmkörpers abgemildert. Als Baumaterial wurde vorwiegend Melaphyr und Basalt verwendet.

### Podest und Sockelgeschoss
Der Bismarckturm ist wie beim Modellentwurf Götterdämmerung üblich in vier Teile gegliedert: Den untersten Teil bildete ein quadratisches Podest, das knapp einen Meter hoch ist und eine Seitenlänge von etwa acht mal acht Metern hat. Es ist an der Eingangsseite im Westen durchbrochen, um den Zugang zum Turmeingang zu ermöglichen. An der Nord- und Südseite sind jeweils zwei schmale, schießschartenähnliche Öffnungen.
Das Podest ist der Unterbau für das darüber liegende Sockelgeschoss des Turms. Dieses hat eine Höhe von rund vier Metern und eine Seitenlänge von etwa sechs mal sechs Metern. An seiner Westseite des Turmsockels ist die Eingangstür eingelassen.

### Turmkörper und Obergeschoss
Über dem Sockelgeschoss erhebt sich der eigentliche, rund sechs Meter hohe Turmkörper. Er ist gegenüber dem Sockelgeschoss etwas zurückgesetzt und an den Ecken durch Dreiviertelsäulen abgerundet. An der Westseite des Turmkörpers befindet sich ein gut zwei Meter hohes steinernes Relief mit Reichsadler und darunter liegendem Bismarck-Wappen. An der Nord- und Südseite ist jeweils eine schmale, schießschartenähnliche Öffnung.
Oberhalb des Turmkörpers folgt das etwa vier Meter hohe Obergeschoss, das aus einem Architrav und einem dreistufigen Oberbau besteht. Das Obergeschoss ist gegenüber dem Turmkörper etwas zurückgesetzt. Auf dem Turmkopf ist eine Aussichtsplattform, die von einer großen runden Feuerschale gekrönt wird, die zur Befeuerung des Turmes diente. Heute wird das Bauwerk aber nicht mehr als Feuersäule genutzt und die Feuerschale nicht mehr entzündet. Der Turm hat insgesamt eine Höhe von etwa 15 Metern.
Im Inneren des Bismarckturms befindet sich eine stählerne Wendeltreppe, mit deren Hilfe man über insgesamt 75 Stufen vom Turmeingang zur Aussichtsplattform gelangt.